# 't Welvaaren van Grijpskerke
 't Welvaaren van Grijpskerke is een voormalige korenmolen in Grijpskerke in de Nederlandse provincie Zeeland.
De huidige molen werd in 1801 gebouwd nadat een voorganger, een standerdmolen, was omgewaaid. Bij een storm in 1945 verloor de molen zijn wiekenkruis. Ook werd de molen daarna verder onttakeld waarna slechts een stenen molenromp overbleef. De romp werd rond 1982 als woning ingericht. In 1997 werd de molen van een kap en nieuwe roeden voorzien. Door de aangebouwde woning en het ontbreken van een bovenwiel kan de molen niet draaien.
De molen heeft de status gemeentelijk monument.